# Leclercera duibaensis
Leclercera duibaensis es una especie de araña araneomorfa del género Leclercera, familia Psilodercidae. Fue descrita científicamente por Chang & Li en 2020.
Habita en China. El holotipo masculino mide 3,60 mm.